# NGC 423
NGC 423 је лентикуларна галаксија у сазвежђу Вајар која се налази на NGC листи објеката дубоког неба.
Деклинација објекта је - 29° 14' 4" а ректасцензија 1h 11m 22,1s. Привидна величина (магнитуда) објекта NGC 423 износи 13,5 а фотографска магнитуда 14,4. NGC 423 је још познат и под ознакама ESO 412-11, MCG -5-4-4, IRAS 01090-2929, PGC 4266.